# Morro de Monserrate
O morro de Monserrate é o mais conhecido dos cerros Orientais de Bogotá. Junto a Guadalupe é um dos morros tutelares da cidade. Monserrate tem uma altitude de 3152 m e localiza-se sobre a cordillera oriental.
Os morros de Bogotá, de origem sedimentaria, têm pelo menos 16 milhões de anos de idade, com rochas de idade cretácica pertencentes ao Grupo guadalupe, no que se refere ao aspecto geológico. Até meados do século XVII foi conhecido como morro das Neves. A basílica do Senhor de Monserrate tem sido lugar de peregrinação religiosa desde a época colonial e constitui-se numa atração natural, religiosa e gastronômica da cidade. Pode-se subir ao morro pelo caminho peatonal, por teleférico ou por funicular.

## História
O morro de Monserrate é uma das formações mais reconhecidas da savana de Bogotá, bem como um dos símbolos da cidade. Pertencente aos cerros Orientais. O conquistador espanhol Gonzalo Jiménez de Quesada fundou o primeiro assentamento espanhol na região de Bacatá, na atual Carreira Segunda com Rua Treze, não longe do Chorro de Quevedo, que posteriormente se chamou Povo Velho, então conhecido como Teusaquillo .
Em 1620, a família Fernández de Valenzuela iniciou a construção das ermitas do morro, o qual seria conhecido como das Neves até meados do século XVIII. De fato, Pedro Fernández de Valenzuela com a autorização de Juan de Borja e Armendia, Presidente do Novo Reino de Granada, construiu uma capela dedicada à Santa Cruz de Monserrate. Anos depois, Pedro Solís de Valenzuela fundou um monastério dedicado a Santa María da Cruz de Monserrate, evocando o da Mosteiro de Santa María do Paular de Segovia, onde tinha um irmão monge, se realizando os trabalhos de ampliação da capela e a casa anexa na segunda metade dos anos 1650. No mesmo período adequou-se um caminho que desde a igreja das Neves levava até o cume do morro, contando em seu percurso com pequenas capelas para os peregrinos, que recordavam as dos morros de Belém e de Montserrat, respectivamente em Andaluzia e Cataluña.
No cume deste morro encontra-se o santuário do Senhor Caído de Monserrate, cuja atual construção de estilo neocolonial foi terminada em 1925 e exibe a estátua do Senhor Caído de Monserrate, elaborada por Pedro de Lugo e Albarracín no século XVI.
O serviço de funicular para subir o morro foi inaugurado o 18 de agosto de 1929 às dez da manhã.

## Aspectos naturais

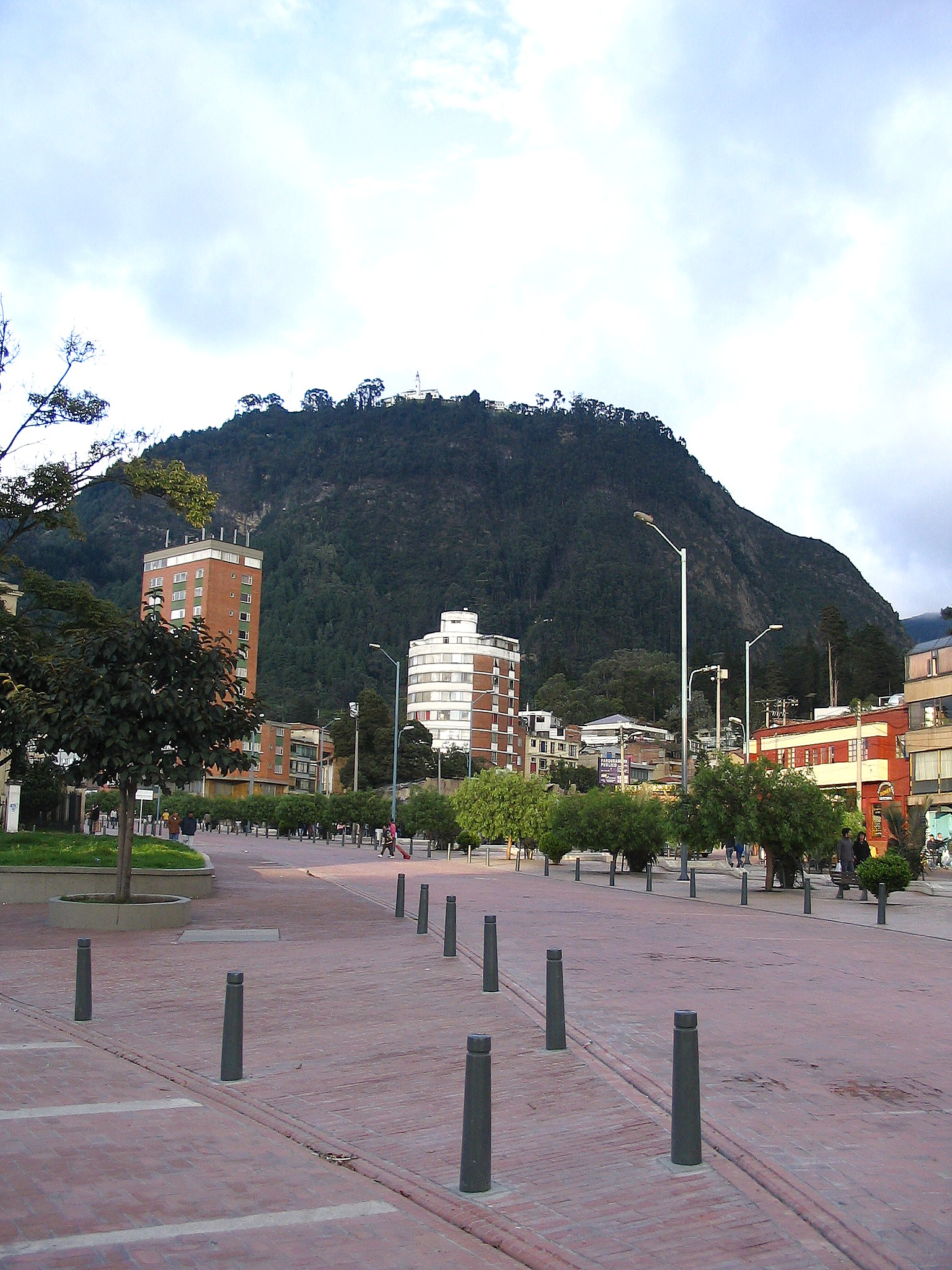
Morro de Monserrate: Um dos pontos turísticos mais icônicos de Bogotá, oferecendo vistas panorâmicas deslumbrantes da cidade, além de abrigar o santuário do Senhor Caído, um destino de peregrinação e espiritualidade.

Em 1992 foi criado o Parque Corredor Ecológico, que adota o Plano de Ordenamento Físico do Sistema Orográfico com o fim de conformar um área de preservação ambiental na borda da cidade, sobre o espaço rural dos morros orientais. Seus terrenos foram cedidos ao Parque nacional Enrique Olaya Herrera.
Conquanto o morro de Monserrate ter perdido a maior parte de fauna e flora nativa por causa do desmatamento, incêndios florestais e introdução de espécies exóticas, é possível ainda encontrar ecossistemas de bosque andino, mamíferos pequenos e perto de 58 espécies de aves. Assim mesmo, se destaca como um lugar ideal para a prática do desporto, devido ao meio natural e a qualidade do ar.

## Galeria

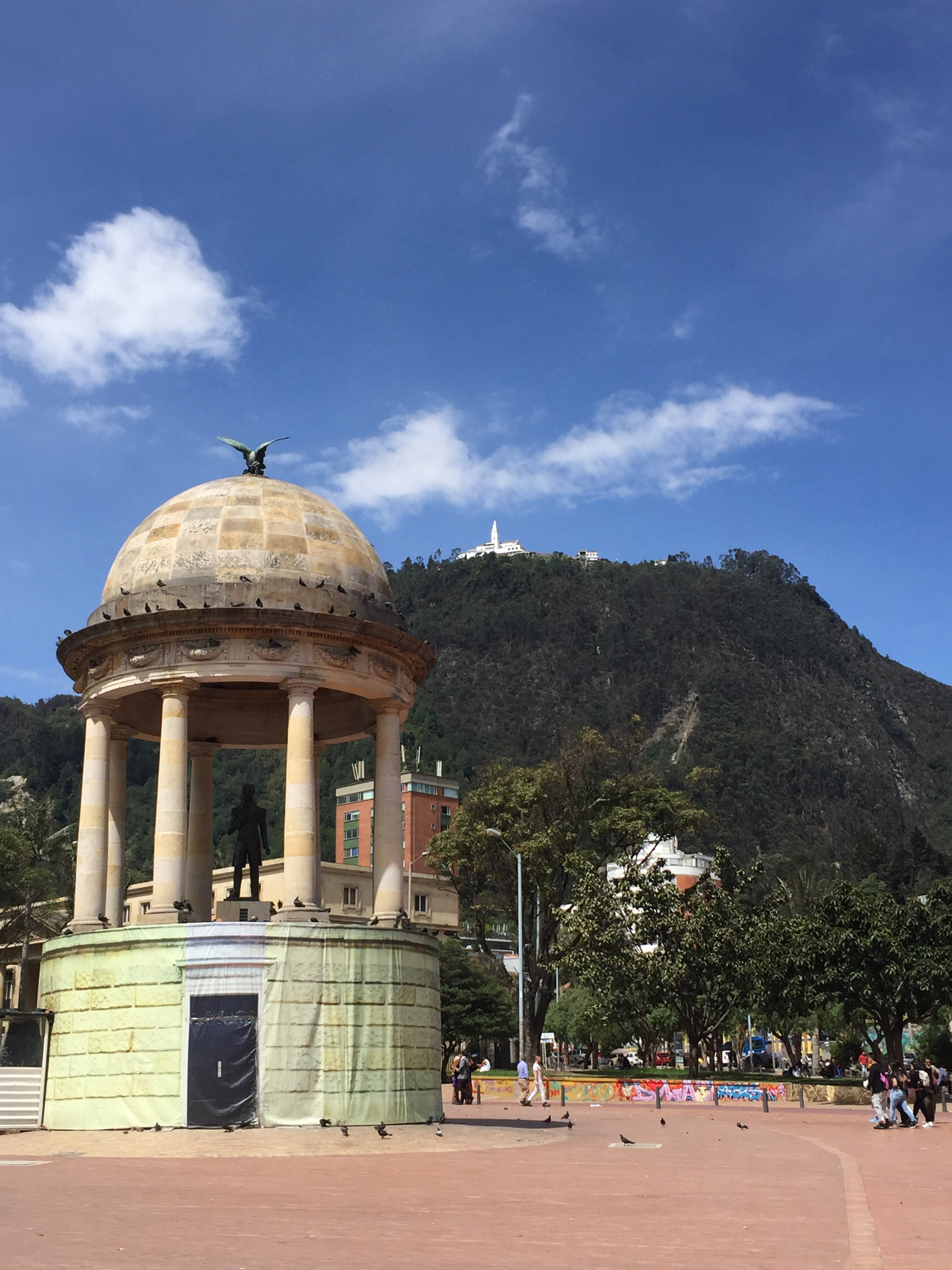
Monserrate desde o parque dos Jornalistas. Em primeiro plano, o templete do Libertador
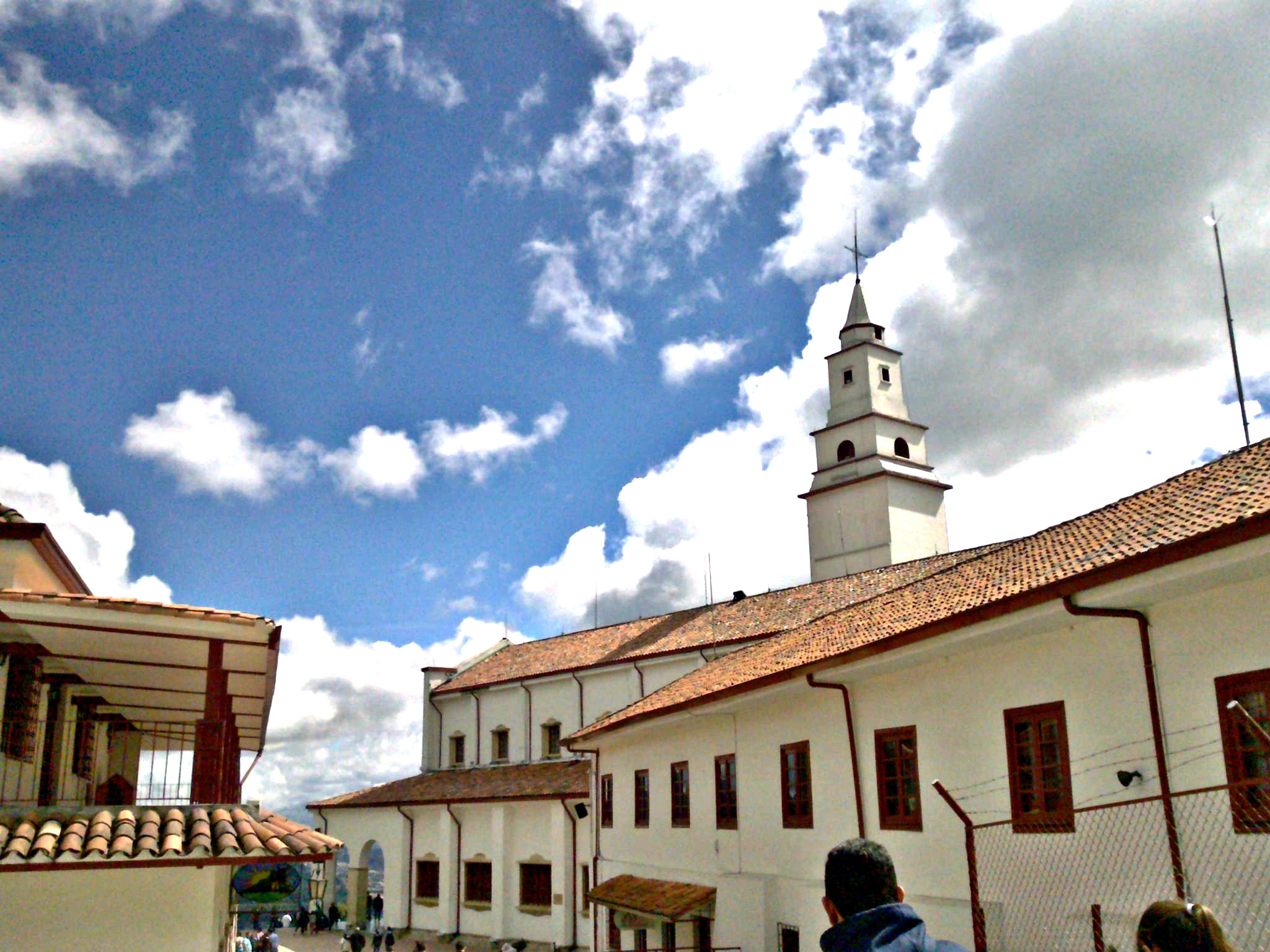
Igreja de Monserrate
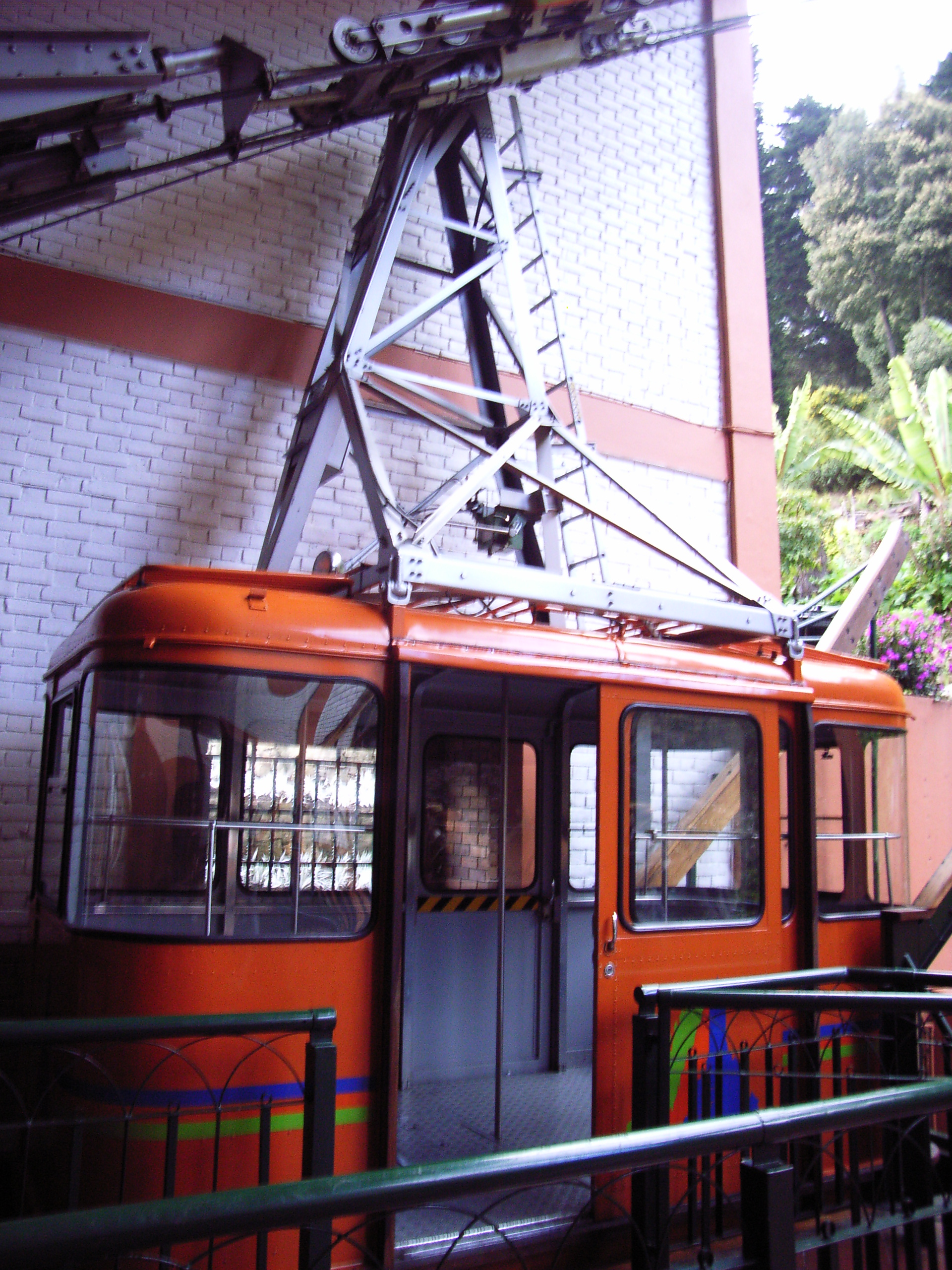
Vagão de Teleférico
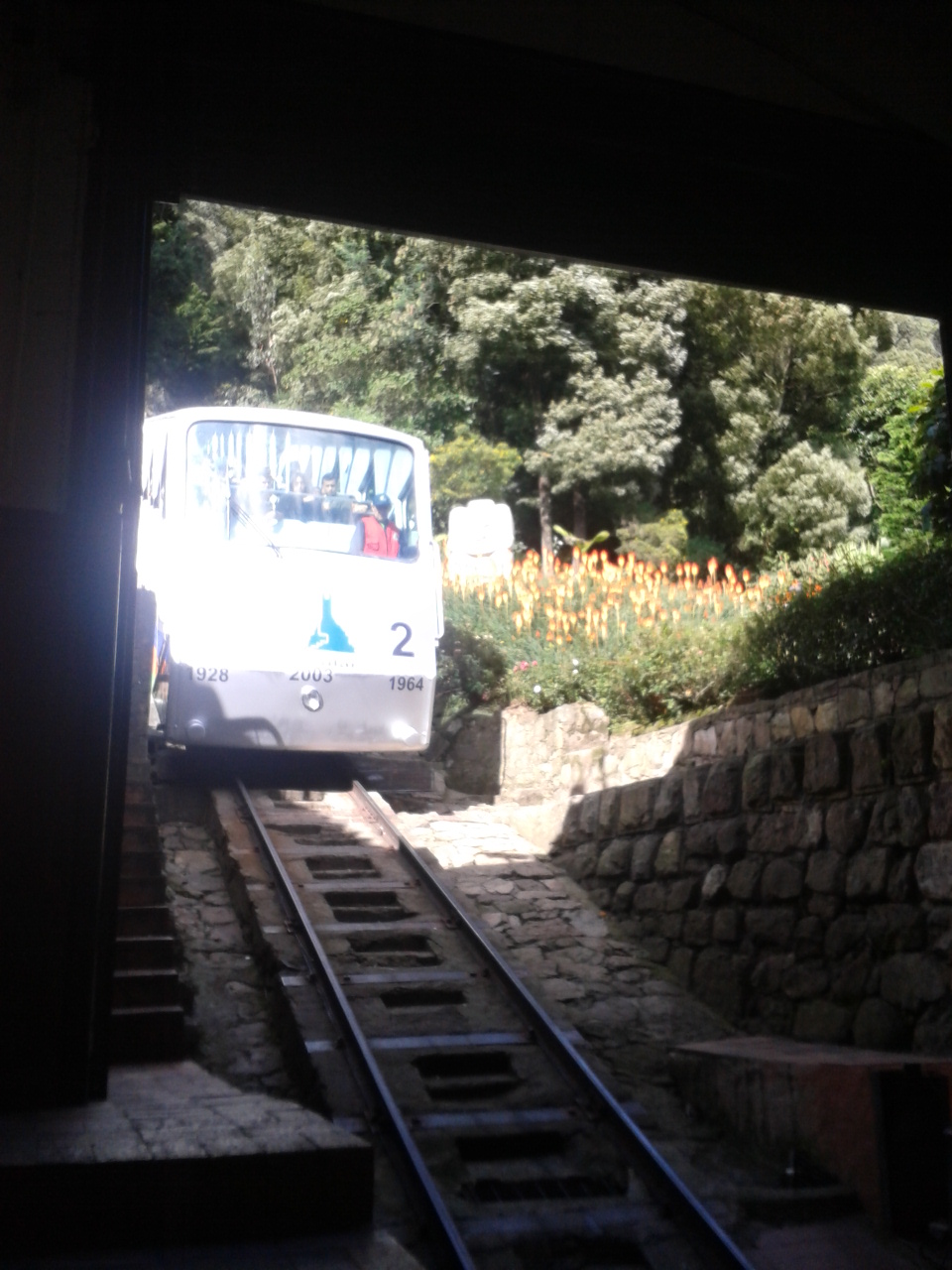
Vagão do Funicular de Monserrate
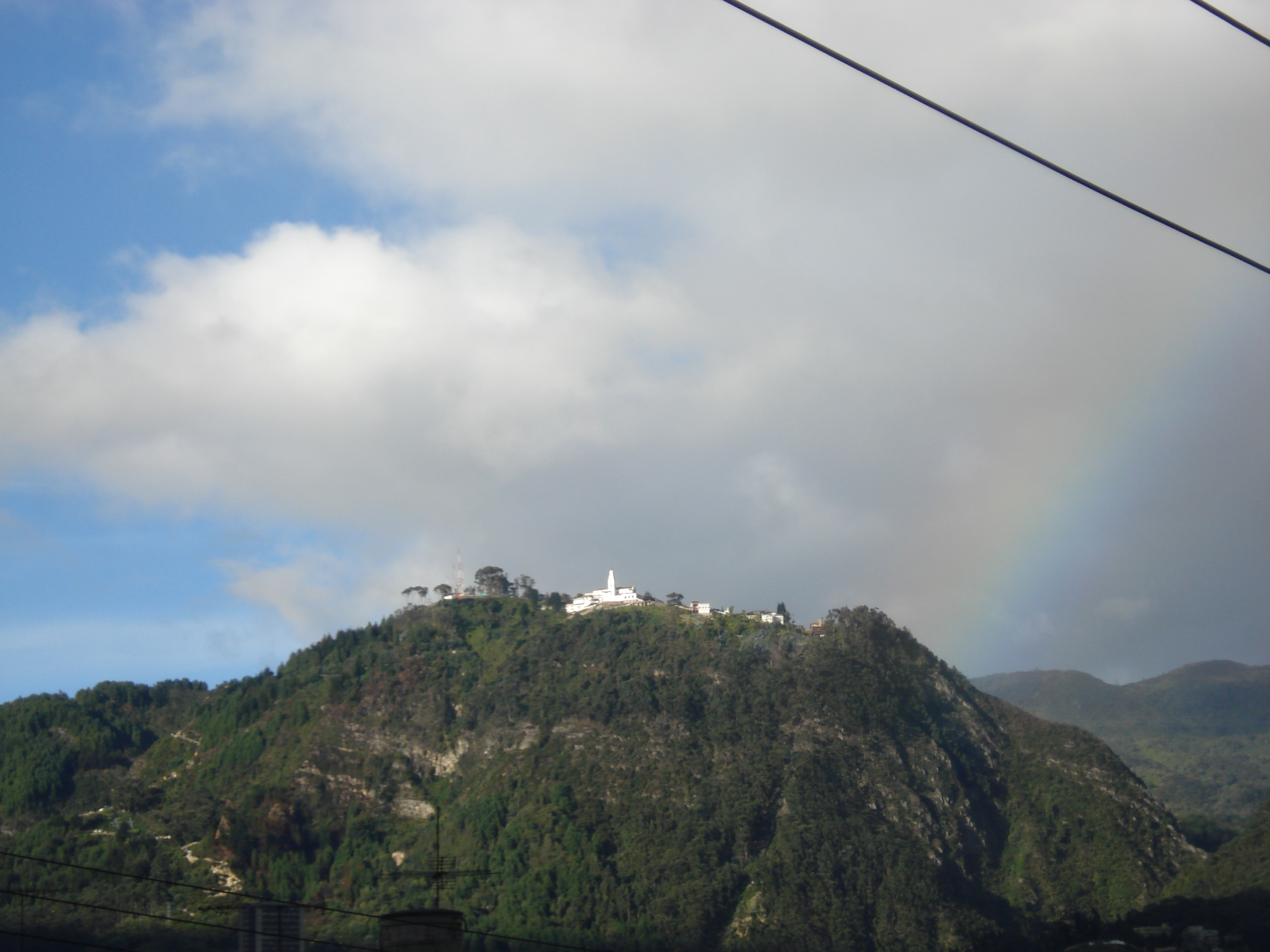
Cerro de Monserrate
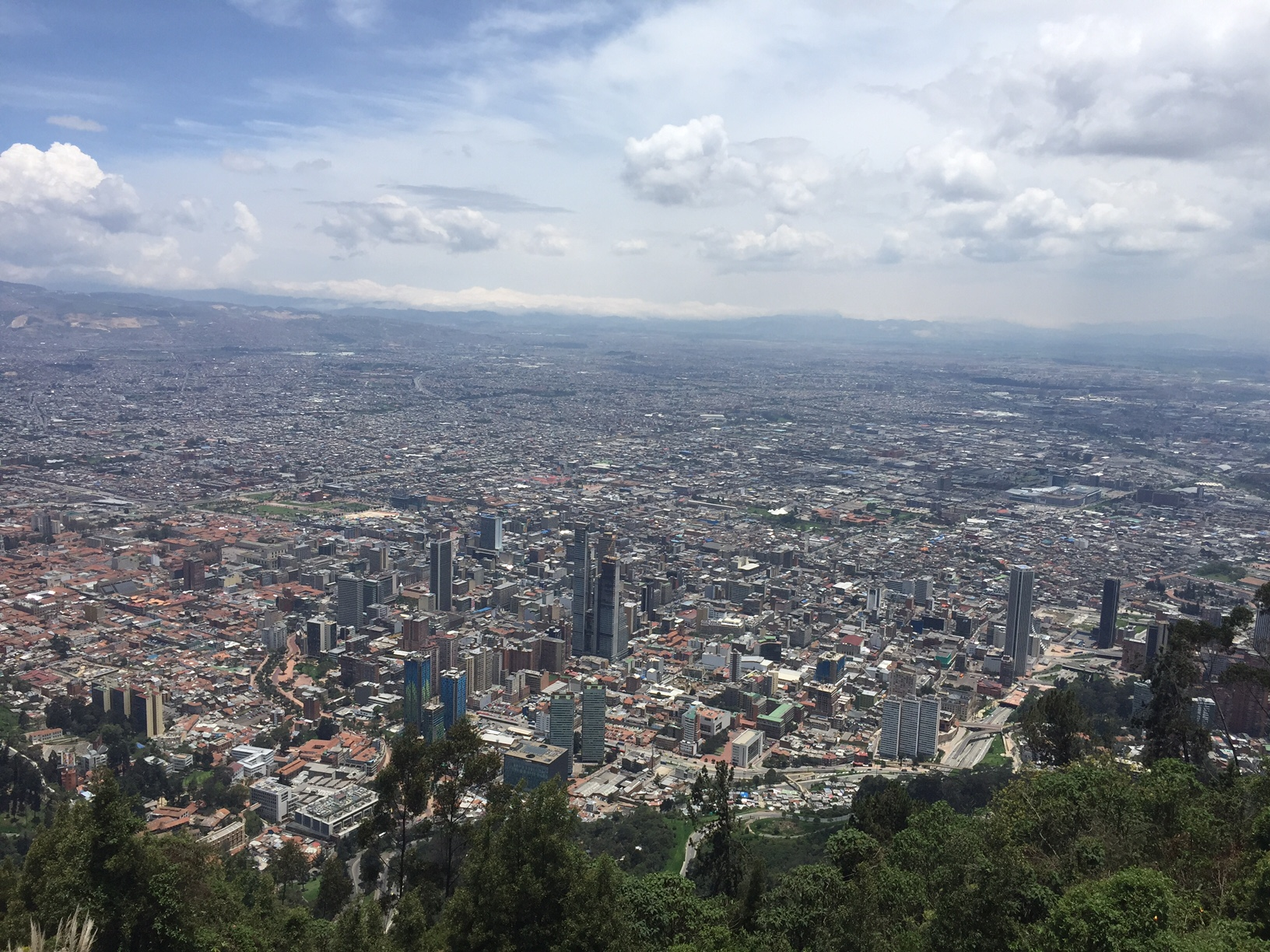
Panorámica de Bogotá desde Monserrate